# Kehl
Kehl je německé velké okresní město na západě Bádenska-Württemberska, ležící na řece Rýn. Na protějším břehu řeky, dostupným přes most Beata Rhenana, se nachází francouzské město Štrasburk. Kehl je třetí největší město zemského okresu Ortenau a je středem oblasti horního centra Offenburg.

## Starostové a primátoři
- 1842–1848: Martin Gass
- 1848–1849: Gustav Roos
- 1849–1853: Martin Gass
- 1853–1872: Schmidt
- 1872–1882: Benz
- 1882–1888: Fingado
- 1888–1902: Schneider
- 1902–1908: Beutter
- 1908–1914: Hermann Dietrich
- 1914–1925: Gustav Weis
- 1925–1929: Emil Kraus
- 1929–1933: Hans Luthmer
- 1933–1934: Alfred Held
- 1934–1945: Alfred Reuter
- 1945–1951: Friedrich Geroldt
- 1951–1960: Ernst Marcello
- 1960–1975: Trudpert Müller
- 1975–1998: Detlev Prößdorf
- 1998–2014: Günther Petry
- 2014–dosud: Toni Vetrano

## Partnerská města
- Kotor, Černá Hora, 2000
- Montmorency, Francie, 1968